# オスマール・シンドラー
オスマール・シンドラー（Osmar Heinrich Volkmar Schindler、1867年12月22日 - 1927年6月19日）は、ドイツの画家である。アール・ヌーヴォーの時代の画家で、ドレスデン美術アカデミーの教授を務めた。

## 略歴
ザクセン州のケムニッツに近いブルクハルツドルフ(Burkhardtsdorf)で、実業家の息子に生まれた。1876年に家族とビショフスヴェルダ(Bischofswerda)に移った。1878年に父親が亡くなるが叔父の援助でドレスデン美術アカデミーに入学することができ、フェルディナンド・パウウェルス(Ferdinand Pauwels: 1830-1904)やレオン・ポール(Leon Pohle: 1841-1908)らに学んだ。ベルギーやオランダ、フランス、イタリアで修行を続け、1895年にドイツに戻った。
1900年からドレスデン美術アカデミーで働き始め、3年後に教授の称号を得てアカデミーで1924年まで教えた。教えた学生にはジョージ・グロス(1893-1959)やカール・ハヌシュ(Karl Hanusch: 1881-1969)、ベルンハルト・クレッツシュマール(Bernhard Kretzschmar; 1889-1972)パウル・ヴィルヘルム(Paul Wilhelm: 1886-1965)らがいる。アカデミーの学生ではなかったがハンス・ゲオルギ(Hanns Georgi: 1901-1989)の才能を見出し、絵を描くように勧めた。
ドイツ画家協会（Deutscher Künstlerbund）の会員であった。
1927年にドレスデンで亡くなった。1906年に結婚し、2人の息子が生まれたが長男は生後間もなくなり、1908年に生まれた次男は後に第2次世界大戦で行方不明となる。
装飾的なスタイルの神話を題材にした作品や出版物への挿絵、少年時代を過ごしたビショフスヴェルダの教会などの装飾画も描いた。

## 作品

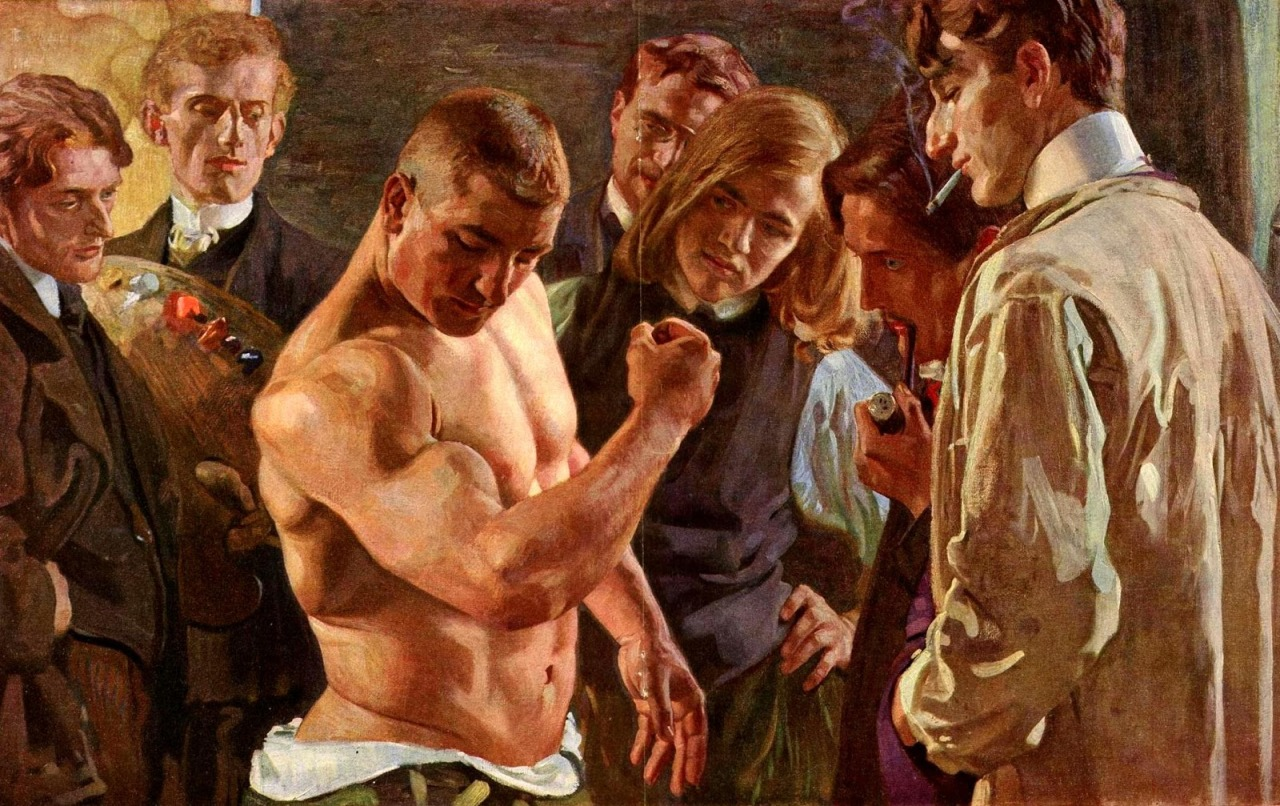
筋肉の屈曲　(1907)
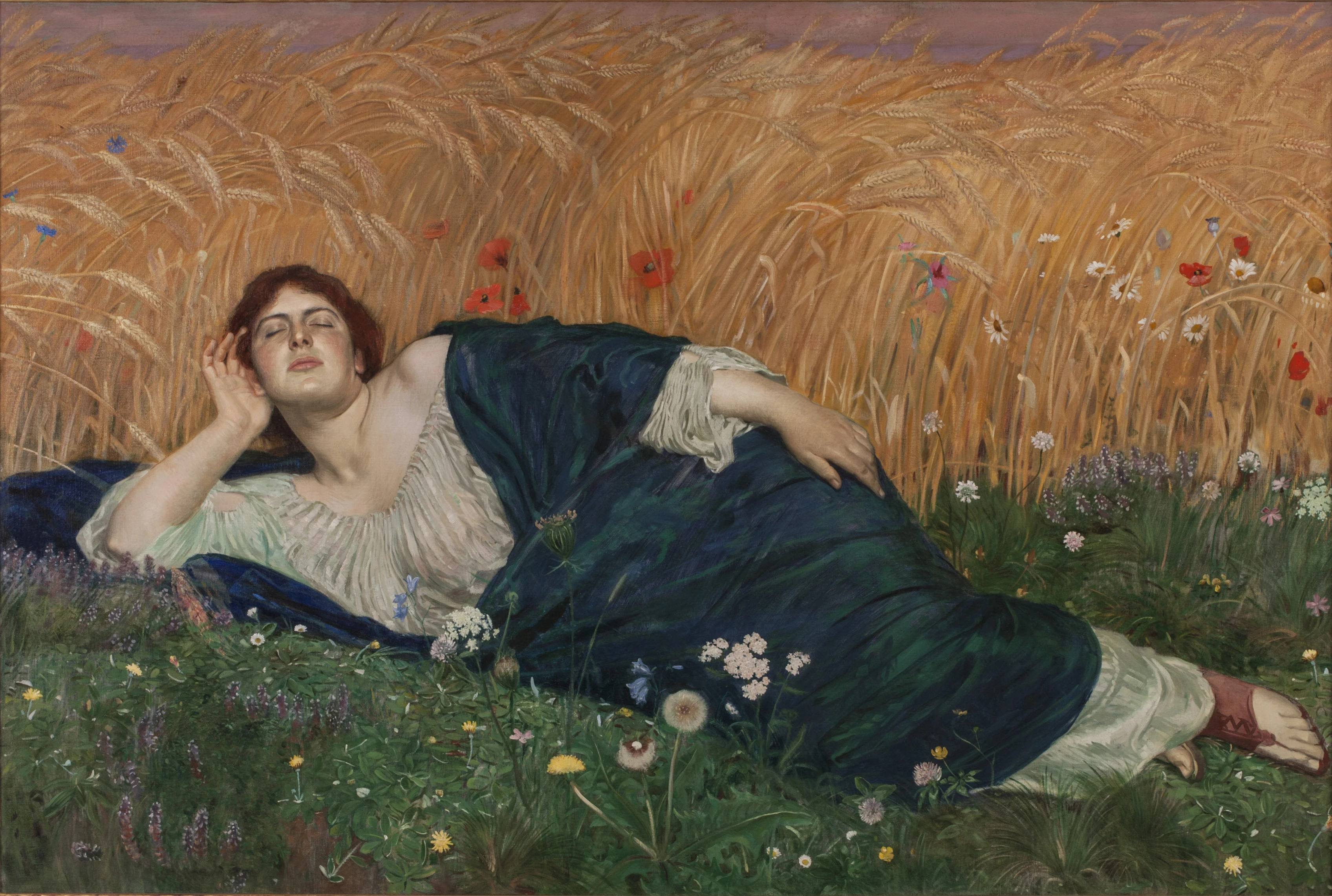
Ceres (1900/1903)
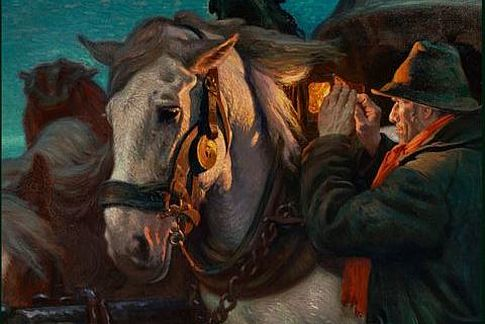
Im Kumtlampenschein

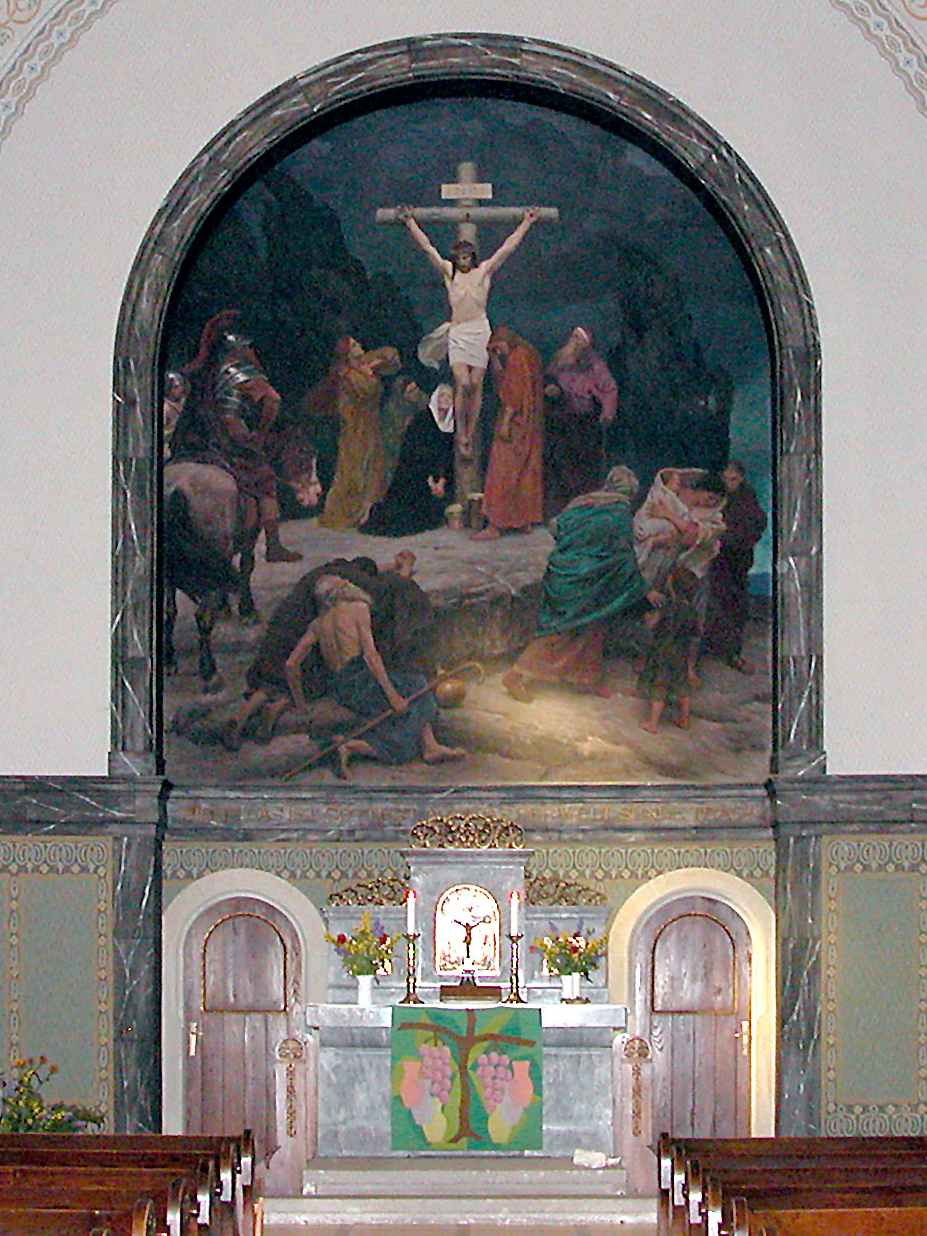
ドレスデン教会の装飾画
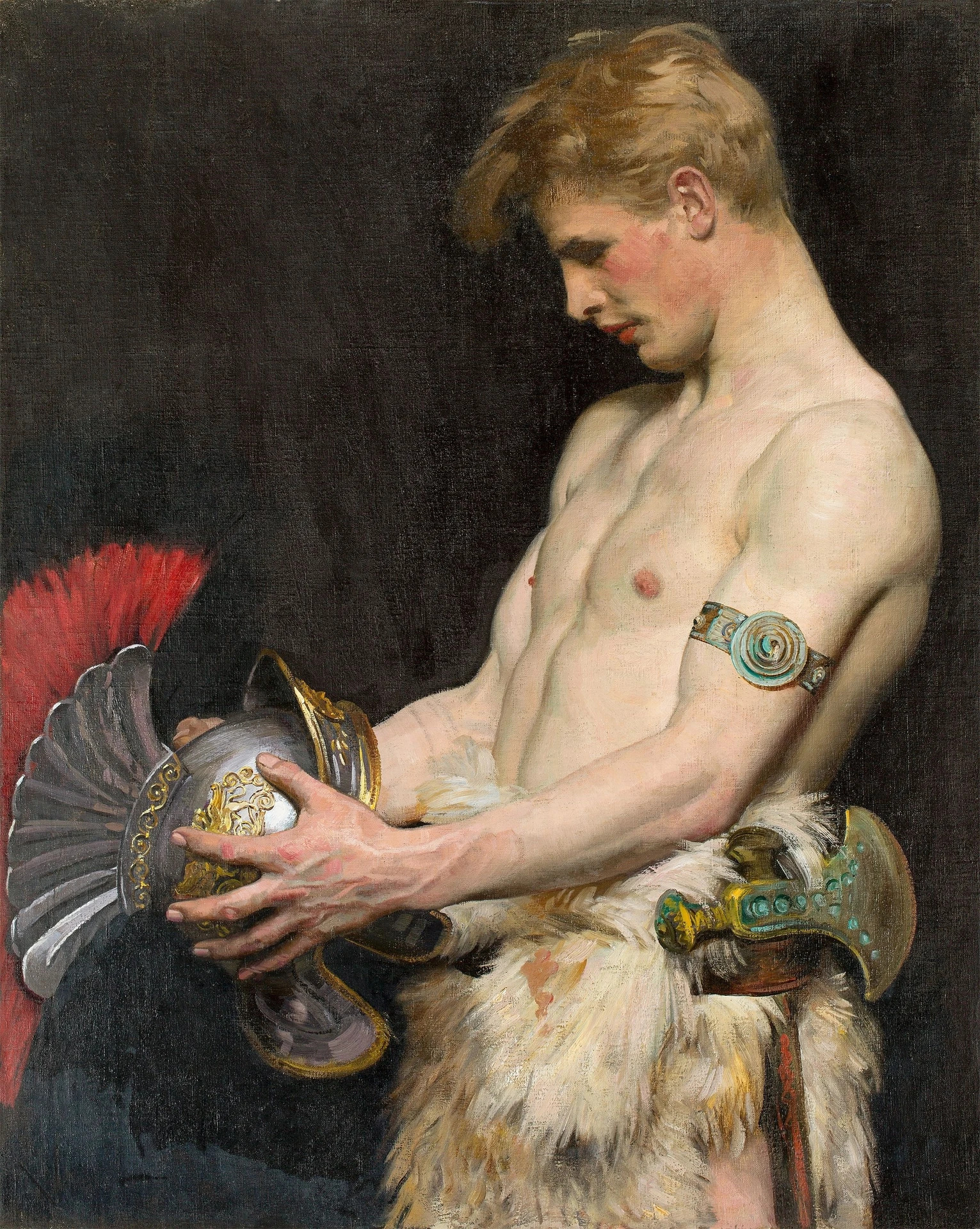
ヘルメットを手にするゲルマンの戦士 (1902)
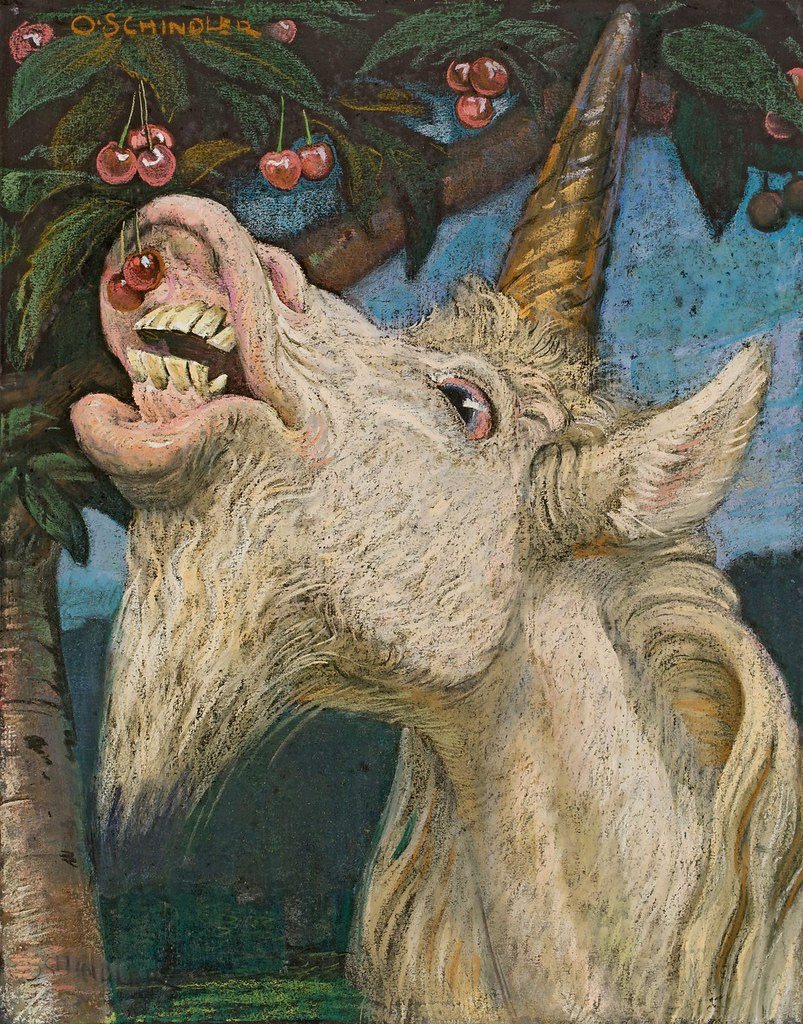
ユニコーン
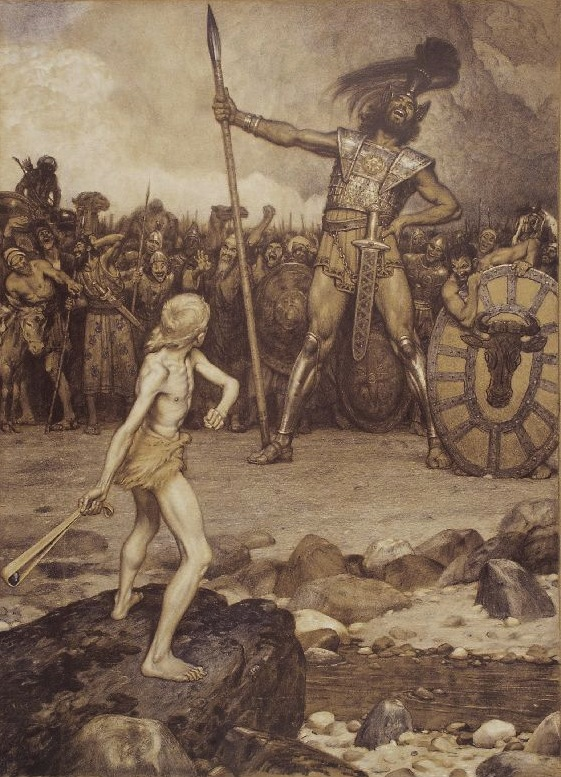
ダビデとゴリアテ　(1888)